# Episodi di Teen Titans (seconda stagione)
La seconda stagione della serie televisiva a cartoni animati Teen Titans negli Stati Uniti d'America e in Italia è stata trasmessa da Cartoon Network nel 2004.
| n° | Titolo originale      | Titolo italiano                    | Prima TV USA     | Prima TV Italia   |
| -- | --------------------- | ---------------------------------- | ---------------- | ----------------- |
| 1  | How Long is Forever?  | Quanto dura per sempre?            | 10 gennaio 2004  | 13 settembre 2004 |
| 2  | Every Dog Has His Day | Il mio cane preferito              | 17 gennaio 2004  | 2004              |
| 3  | Terra                 | Terra                              | 24 gennaio 2004  | 2004              |
| 4  | Only Human            | Oltre il limite                    | 31 gennaio 2004  | 2004              |
| 5  | Fear Itself           | Paura                              | 7 febbraio 2004  | 2004              |
| 6  | Date with Destiny     | Lo sciame killer                   | 14 febbraio 2004 | 2004              |
| 7  | Transformation        | La metamorfosi                     | 21 febbraio 2004 | 2004              |
| 8  | Titan Rising          | Il ritorno di Terra                | 28 febbraio 2004 | 2004              |
| 9  | Winner Take All       | Chi vince prende tutto!            | 6 marzo 2004     | 2004              |
| 10 | Betrayal              | Tradimento                         | 31 luglio 2004   | 2004              |
| 11 | Fractured             | La frattura                        | 7 agosto 2004    | 2004              |
| 12 | Aftershock: Part 1    | La scelta di Terra (prima parte)   | 14 agosto 2004   | 2004              |
| 13 | Aftershock: Part 2    | La scelta di Terra (seconda parte) | 21 agosto 2004   | 2004              |

## Quanto dura per sempre?
Stella Rubia sta cercando di commemorare la festa tamariana di Blorthog, un festival dell'amicizia del suo pianeta, ma è molto sfiduciata alla vista del resto della squadra che continua litigare per ogni piccola sciocchezza. Warp, un supercriminale venuto dal futuro, torna indietro nel tempo per rubare un oggetto d'antiquariato. I Titani vengono sconfitti, ma Stella insegue Warp e viene gettata attraverso il portale temporale vent'anni avanti nel futuro, in un mondo triste e squallido dove i Teen Titans si sono separati dopo la sua scomparsa. Quando Warp cerca di riprendersi il dispositivo temporale rubato da Stella, interviene Robin, ora diventato l'oscuro vigilante Nightwing.

## Il mio cane preferito
Ignorato dai suoi compagni che sono sempre occupati in altre faccende, Beast Boy si sente molto solo, così vaga città in cerca di divertimento e alla fine si trasforma in un cane verde. Con sua sorpresa, B.B. viene scambiato per un altro cane verde inseguito da una nave spaziale. L'astronave cattura Beast Boy scambiandolo per l'animale domestico perduto, e a bordo della nave egli incontra Soto, proprietario del cane alieno. Nel frattempo, gli altri Titani hanno notato che B.B. è scomparso e inseguono il cane di Soto, credendo che sia il loro compagno di squadra trasformato in animale.

## Terra
I Teen Titans incontrano una giovane ragazza di nome Terra, che ha il potere di smuovere la terra stessa. In un primo momento i Titani le chiedono di unirsi alla squadra, ma i suoi poteri sono incontrollabili e gli unici a conoscerne il segreto sono Beast Boy (che si è preso una cotta per la nuova arrivata) e il malvagio Sladow che tenta di convincerla a passare dalla sua parte.

## Oltre il limite
Quando Cyborg batte un robot chiamato Atlas in un videogioco online, l'androide sfida Cyborg nel mondo reale, ma l'eroe perde miseramente avendo posto dei limiti alla sua forza. Atlas poi cattura Robin, Stella, Corvina e Beast Boy e sfida Cyborg ad una rivincita con in gioco le vite dei suoi cari amici.

## Paura
Dopo aver combattuto contro il folle supercriminale Control Freak, i Teen Titans guardano tutti insieme un film dell'orrore, ma gli incubi che ritrae diventano ben presto realtà. Strane cose terrificanti iniziano ad accadere alla Torre dei Titani: mostruose creature iniziano a manifestarsi e i poteri di Corvina non funzionano contro di loro. Quando i Titani iniziano uno ad uno a scomparire, Robin intuisce che tutto dipende dai misteriosi poteri di Corvina.

## Lo sciame killer
Al fine di proteggere Gotham City da un esercito di falene, Robin non ha altra scelta che accettare l'invito della figlia di Killer Moth, Kitty, al ballo scolastico. Una gelosissima Stella Rubia si offre di accompagnarlo, ma a movimentare la festa interviene anche il mostruoso ex ragazzo di Kitty! Intanto Beast Boy, Cyborg e Corvina tentano di rintracciare il covo di Killer Moth e bloccare le falene prima che vengano liberate in città.

## La metamorfosi
Stella si sveglia un giorno alla scoperta di un nodulo enorme sulla sua fronte. Terrorizzata, si consulta con Corvina, la quale le dice di non preoccuparsi tanto per un brufolo. Stella è sollevata, fino ad ulteriori cambiamenti che cominciano ad accadere al suo corpo, tra cui zanne sul collo, unghie lunghe a strisce, sviluppo di gusti alimentari insoliti, pelle squamosa, orecchie a punta e piedi enormi e pelosi. Credendo di essere destinata a trasformarsi in un mostro, Stella fugge dalla Torre dei Titans, nello profondo dello spazio.

## Il ritorno di Terra
Terra riappare, ed è pronta ad unirsi alla squadra. La ragazza deve però dimostrare ai Teen Titans che finalmente ha il pieno controllo dei suoi poteri, soprattutto a Corvina, che ha i suoi sospetti e non si fida di lei. Nel frattempo Sladow porta ancora una volta il caos in città e cerca di far sprofondare sottoterra la Torre dei Titani con i suoi famelici vermi robotici.

## Chi vince prende tutto!
Robin, Cyborg e Beast Boy vengono teletrasportati improvvisamente in un'altra dimensione insieme ad altri superumani adolescenti: Speedy, Aquakid, Hot Spot, Gizmo e Gnu. Qui incontrano il Maestro dei Giochi, un essere che annuncia che sono stati invitati a partecipare ad un torneo per decidere chi è il più grande guerriero di tutti i tempi. Mentre Robin e Speedy sono entusiasti di potersi misurare l'uno contro l'altro, Cyborg sospetta che dietro al torneo possa esserci molto più di quello che il Maestro dei Giochi ha raccontato loro.

## Tradimento
Dopo un paio di settimane con i Titani, Terra è davvero intenzionata a mettere radici nel gruppo. Confidando nel suo cuore, B.B. chiede a Terra di uscire insieme e lei accetta, ma non tutto è così perfetto come sembra. Sladow infatti svela che Terra è stata una sua spia all'interno della squadra per tutto il tempo, permettendo al suo commando di accedere alla Torre dei Titani e attaccarla.

## La frattura
Durante un inseguimento del supercriminale detto Johnny il Rancido, Robin si rompe un braccio. Mentre incolpa se stesso per la fuga di Johnny, dal cranio di Robin spunta un buffo essere interdimensionale, una versione distorta di se stesso chiamato "Nosyarg Kcid" (Dick Grayson scritto al contrario), poi ribattezzato "Larry" dagli altri Titans.

## La scelta di Terra (prima parte)
Terra ritorna per l'ennesima volta, ma stavolta è completamente sotto il controllo di Sladow, animata solo da un irrefrenabile desiderio di vendetta totalmente insolito. Anche se Beast Boy non è d'accordo (perché prova ancora un sentimento nei confronti di Terra) i Teen Titans devono bloccare tre supercriminali evasi, Megablock, Plasmus e Megavolt, controllati mentalmente tramite i dischi ci controllo di Sladow, e la loro ex compagna prima che sia troppo tardi. Terra ingaggia un combattimento con Corvina presso una fabbrica (che probabilmente produce oggetti di ceramica), ma quest'ultima rischia la morte.

## La scelta di Terra (seconda parte)
Con i Titans apparentemente scomparsi, Sladow ha preso il totale controllo della città, ma Robin e la squadra di giovani supereroi ritornano per sferrare l'attacco decisivo a Terra, che li ha traditi per unirsi a Sladow. Alla fine però, grazie anche ai sentimenti che prova per Beast Boy, Terra si pente delle malefatte compiute e, deplorando ogni azione commessa dal suo tradimento, sacrifica eroicamente la propria vita per fermare le truppe di Sladow.